# Eurocodi

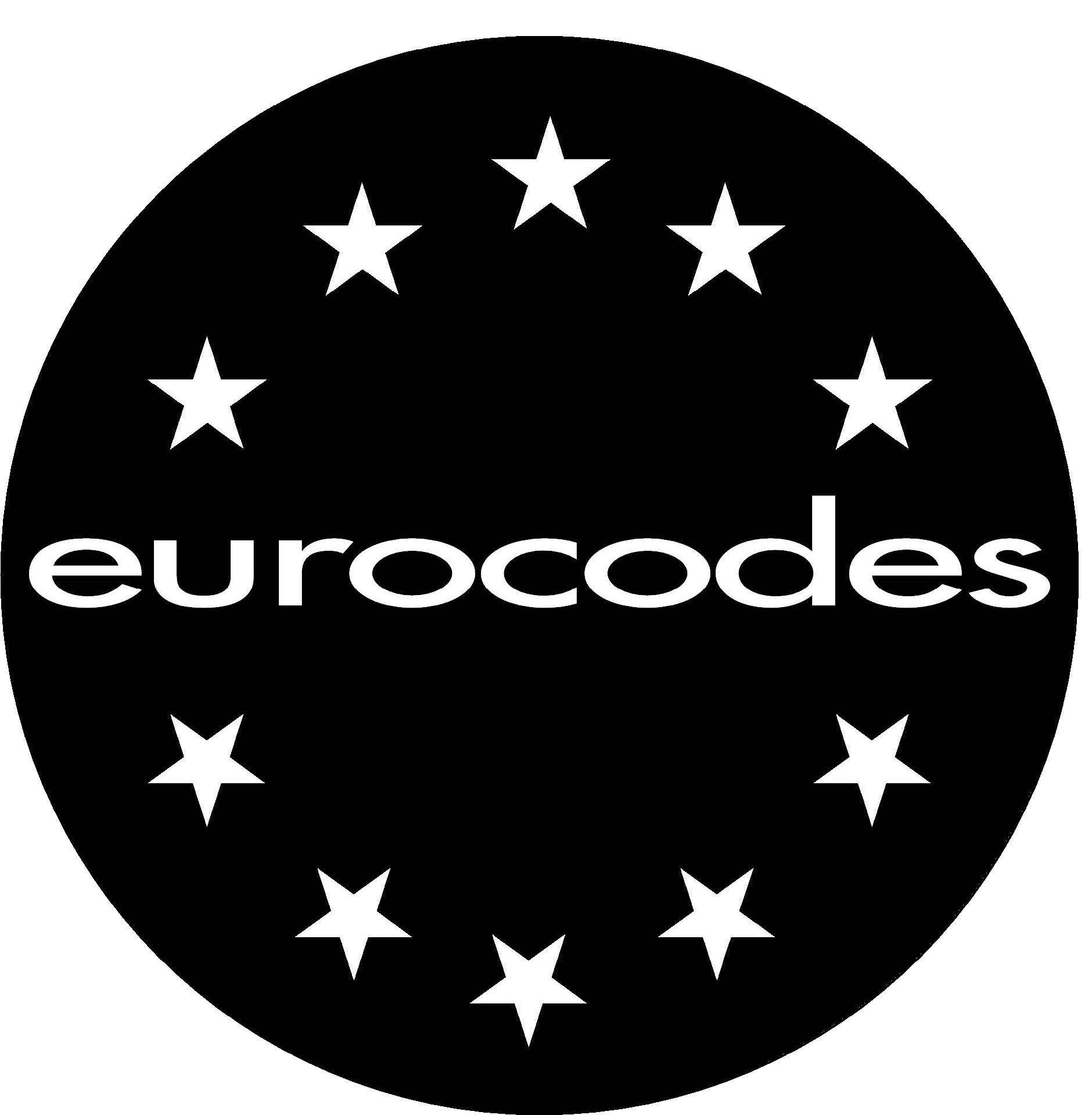
Logo dels eurocódigos.

La finalitat dels eurocodis és d'establir un conjunt integrat de regles tècniques comunes dins la Unió Europea per la concepció d'edificis i obres d'enginyeria civil, incloent -hi també els fonaments i la resistència al sismes. Els eurocodis estan destinats a reemplaçar les regles actualment en vigor en els diferents estats membres de la Unió Europea.
Tot plegat, hi ha 10 eurocodis (cadascun d'ells comporta diverses parts):
- l'Eurocodi 0 defineix les regles generals de càlcul seguint el mètode dels estats límits (filosofia de base dels eurocodis).
- l'Eurocodi 1 dona els valors de càlcul de les accions sobre les estructures, com el mateix pes i altres càrregues permanents, les sobrecàrregues (càrregues d'explotació), les accions degudes al foc, la càrrega de la neu, els efectes del vent, les influències tèrmiques, el trànsit, etc.

A continuació segueixen els eurocodis tractant de diversos tipus d'obres de construcció separades segons el material emprat:
- l'Eurocodi 2 per les estructures de formigó.
- l'Eurocodi 3 per les estructures d'acer.
- l'Eurocodi 4 per les estructures mixtes d'acer-formigó
- l'Eurocodi 5 per les estructures de fusta
- l'Eurocodi 6 estructures de maçoneria
- l'Eurocodi 9 estructures d'alumini

Finalment hi ha dos Eurocodis diferents :
- l'Eurocodi 7 pel càlcul geotècnic
- l'Eurocodi 8 pel disseny i dimensionament de les estructures sotmeses als terratrèmols – també anomenats accions sísmiques.

La resistència al foc és una matèria específica abordada ensems amb l'eurocodi corresponent al material (part1.2 dels eurocodis respectius).
Cada Eurocodi està constituït de diverses parts. Per exemple, l'Eurocodi 2 està subdividit parts diferents pels edificis, la prefabricació, el formigó lleuger, pretesat exterior, ponts, etc. Tot plegat el conjunt dels eurocodis conté 64 fascicles en l'estadi de ENV, esborrany de norma europea. En el pas de ENV a NV (norma europea), algunes d'aquestes parts es concatenaran, mentre que d'altres s'escindiran.
És trivial mencionar que els eurocodis no són les úniques normes europees del sector de la construcció. Hi ha centenars de normes sobre productes i nombroses normes sobre el mètodes d'assaig inscrites a l'agenda europea.

## Història dels eurocodis
El 1989, la Comunitat Europea va aprovar a la Directiva dels Productes de Construcció (CPD: Construction Products Directive). Segons aquesta directiva, els productes de construcció només es poden introduir al mercat d'un país de la Unió Europea, si "tenen unes característiques tals que les construccions en les quals han d'ésser incorporats, collats, utilitzats o instal·lats puguin, a condició d'haver estat concebudes i construïdes convenientment, satisfer les exigències essencials".
Les sis exigències essencials que les construccions han de satisfer són:
1. Resistència mecànica i estabilitat.
2. Seguretat en cas d'incendi
3. Higiene, salubritat i medi ambient
4. Seguretat d'ús
5. Protecció contra el soroll
6. Economia d'energia i aïllament tèrmic

Els eurocodis estan directament relacionats amb la primera exigència. Amb la segona exigència "seguretat en cas d'incendi" únicament en la part que correspon a la resistència mecànica de les construccions i l'estabilitat en cas d'incendi. Similarment per a la quarta exigència "seguretat en l'ús", en aquells aspectes de l'ús relacionats amb la "resistència mecànica i l'estabilitat".
Aquestes exigències essencials de les construccions ha estan transposades, per l'intermediari dels Documents Interpretatius, en exigències dels productes de construcció. Per a cada família de productes, la Comissió Europea ha donat un mandat als organismes europeus CEN i EOTA per tal que elaborin les especificacions tècniques harmonitzades, aquestes tradueixen les exigències en termes de prestacions: el vocable "harmonitzat" s'ha de prendre en els sentit estrictament jurídic de la Directiva de Productes de Construcció, és a dir servint de base a la certificació pel marcatge CE. Així doncs, aquests mandats descriuen també els procediments de certificació del marcatge CE.
Hi ha principalment dos tipus d'especificacions tècniques harmonitzades:
- les normes europees dels productes harmonitzats (hEN), establertes pel CEN
- les autoritzacions tècniques europees (ATE o ETA European Technical Approvals) establerts per l'EOTA.

Els Eurocodis formen una contínuum lògic entre l'aplicació de la CPD i les 6 exigències essencials de les construccions.
Els eurocodis constitueixen una sèrie de normes indispensables per demostrar que les construccions constituïdes amb productes portant el marcatge CE segons la CPD, satisfan en la seva globalitat les exigències essencials. D'aquesta manera els eurocodis faciliten l'establiment del mercat únic, fent desaparèixer les barreres creades pels diferents mètodes de concepció utilitzats a través de la Unió Europea.
Finalment, els eurocodis serviran ensems de base a :
- l'especificació de contractes per l'execució d'obres de construcció (Directiva 93/37/CEE)
- l'harmonització d'especificacions tècniques pels productes de construcció (marcatge CE).